# Libertas

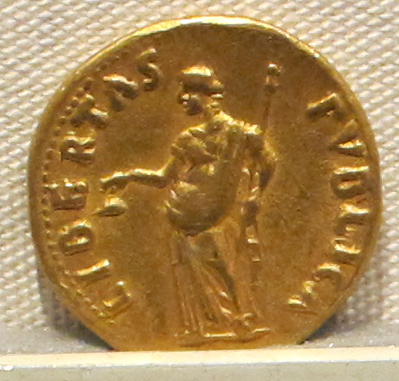
Representação de Libertas em uma moeda romana.

Libertas (latim para "liberdade") é uma deusa romana e a encarnação da liberdade.
A República Romana foi criada em simultâneo com a criação de Libertas e está associada à derrubada dos reis tarquinos. Ela foi adorada pelos Junii, a família de Marco Júnio Bruto, o Jovem. Em 238 aC, antes da Segunda Guerra Púnica, Tibério Graco construiu um templo para Libertas no Monte Aventino. Um templo posterior foi construído (58-57 aC) no Monte Palatino, outra das sete colinas de Roma, por Públio Clódio Pulcro. Ao construir e consagrar o templo no local da antiga casa do então exilado Cícero, Cláudio assegurou que a terra era legalmente inabitável. Após seu retorno, Cícero argumentou com sucesso que a consagração era inválida e, assim, conseguiu recuperar a terra e destruir o templo. Em 46 aC, o Senado Romano votou para construir e dedicar um santuário a Libertas em reconhecimento a Júlio César, mas nenhum templo foi construído; em vez disso, uma pequena estátua da deusa foi colocada no Fórum Romano.
Libertas, juntamente com outras deusas romanas, serviu de inspiração para muitos símbolos modernos, incluindo a Estátua da Liberdade na Ilha da Liberdade, nos Estados Unidos. De acordo com o Serviço Nacional de Parques, o manto romano da estátua é a principal característica que invoca a Libertas e o símbolo da liberdade, de onde a estátua recebe seu nome.